# Teuleria de Cal Muset, Cal Jaume i Cal Soteras
La Teuleria de Cal Muset, Cal Jaume i Cal Soteras és una obra de Castellolí (Anoia) inclosa a l'Inventari del Patrimoni Arquitectònic de Catalunya.

## Descripció
Teuleria situada al marge dret del GR venint de Cal Muset en direcció a Can Soteres.
L'estat de conservació és prou bo tot h estar amagat en la vegetació i clarament en desús. Es conserva l'estructura de l'edificació de planta lleugerament rectangular, on s'hi observa la cambra amb la pertinent graella sobre la qual es dipositaven les teules per a la seva cocció. També es perfectament visible l'entrada per on s'introduïa la llenya des d'on s'observen les voltes de la graella.
Resten en peus les parets 4 parets que feien un gruix aproximat d'entre 80 i 100 cm. la qual cosa permetia conservar les altes temperatures de l'interior de la cambra per així garantir una bona cocció.
La teuleria està construïda amb maons d'argila en tot l'interior de la cambra, així com les voltes de la graella. L'exterior està rebestit amb pedra seca tant en les parets com en la façana principal on es visible el dibuix dels arcs d'accés a la cambra construïts amb maons.